# Ljubljansko geografsko društvo
Ljubljansko geografsko društvo (LGD) je z okrog 200 člani največje slovensko stanovsko združenje geografov. Ustanovljeno je bilo za strokovno povezovanje geografov, popularizacijo geografskih spoznanj in uveljavljanje geografije v družbi.   
Njegov predhodnik je Geografsko društvo Slovenije, ustanovljeno leta 1922, ki se je pozneje večkrat preoblikovalo. Leta 1960 je bila ustanovljena njegova podružnica v Ljubljani, ki se je kmalu preimenovala v Ljubljanski aktiv in prevzela povezovalno vlogo za geografe s širšega ljubljanskega območja. V obstoječi organizacijski obliki LGD deluje od leta 1984, ko je postalo ustanovni član in poglavitni dejavnik Zveze geografov Slovenije - krovne geografske organizacije v Sloveniji.  
Sedanja dejavnost društva so ekskurzije, pohodne ekskurzije, kratke ekskurzije, potopisna predavanja, geografski večeri in fotodelavnice. Spremljevalna strokovna podpora ekskurzijam so vodniki in zbirke fotografij za vse celine, evropske države in slovenske pokrajine, ki jih izdajajo v sodelovanju z Založbo ZRC. Na spletni strani društva objavljajo posnetke predavanj in geografskih večerov.